# ميفوق
ميفوق هي إحدى القرى اللبنانية من قرى قضاء جبيل في محافظة جبل لبنان. وتبعد 60 كم شمال بيروت وترتفع 800 متر عن سطح البحر